# 国富矿山
国富矿山位于北海道共和町，因绿凝灰岩活动而产生黑矿矿床，所以金银铜锌等金属产出非常多样。

## 概要
- 1908年（明治41年）开始开采
- 1935年（昭和10年）被现在的住友金属矿山收购，迎来了全盛时期
- 1948年（昭和23年）因资源枯竭精炼设施停产
- 1973年（昭和48年）因住友金属矿山国富事业所的电子、功能性材料事业部的电子零部件制造厂需求下降，矿山停止开采。